# Клепинино (Крым)
Клепи́нино (до 1948 года Ташлы́-Кипча́к; укр. Клепиніне, крымскотат. Taşlı Qıpçaq, Ташлы Къыпчакъ) — село в Красногвардейском районе Республики Крым, центр Клепининского сельского поселения (согласно административно-территориальному делению Украины — Клепининского сельского совета Автономной Республики Крым).

## Население
| 2001 | 2014  |
| ---- | ----- |
| 2146 | ↘1966 |

Всеукраинская перепись 2001 года показала следующее распределение по носителям языка
| Язык             | Процент |
| ---------------- | ------- |
| русский          | 82.53   |
| украинский       | 8.39    |
| крымскотатарский | 5.55    |
| другие           | 0.28    |

### Динамика численности
| - 1805 год — 140 чел. - 1864 год — 19 чел. - 1900 год — 85 чел. - 1915 год — 3/194 чел. - 1926 год — 103 чел. - 1939 год — 543 чел. | - 1974 год — 1619 чел. - 1989 год — 2100 чел. - 2001 год — 2146 чел. - 2009 год — 2154 чел. - 2014 год — 1966 чел. |

## Современное состояние
На 2017 год в Клепинино числится 17 улиц и 1 переулок; на 2009 год, по данным сельсовета, село занимало площадь 204 гектара на которой, в 821 дворе, проживало более 2,1 тысячи человек. В селе действуют средняя общеобразовательная школа «Имени 51 Армии», детский сад «Калинка», Опытное хозяйство крымского института агропромышленного производства, дом культуры, библиотека, сельская врачебная амбулатория, отделение Почты России, храм Новомучеников Крымских. Село газифицировано, имеется жилой массив многоэтажных домов. Клепинино связано автобусным сообщением с райцентром и соседними населёнными пунктами.

## География
Клепинино — большое село в степном Крыму в северной части района, высота центра села над уровнем моря — 37 м. Соседние сёла: Ястребовка в 4 км на запад, Тимашовка в 2,5 км на северо-запад, Коммунары в 2,8 км на северо-восток и Новоэстония в 4 км на юго-восток. Расстояние до райцентра — около 11 километров (по шоссе), там же ближайшая железнодорожная станция Урожайная. Транспортное сообщение осуществляется по региональной автодороге 35Н-300 Орловское — Красногвардейское (по украинской классификации — С-0-10729).

## Климат
В климатическом отношении село Клепинино занимает особое место в метеорологии полуостровa: здесь, ввиду его расположения вглубине суши, наблюдаются максимальные для Крыма амплитуды рекордов температур — 74 °C. Для сравнения в приморской Ялте — 51 °C, в Керчи — 66 °C, в Симферополе — 70 °C. В 1964 г. в Клепинино отмечен исторический максимум температуры полуострова в декабре (+20,6 °C).

## История
Поселение Ташлы-Кипчак в исторических документах конца XVIII начала XIX века фигурирует ещё под названием просто Кипчак.
Первое документальное упоминание села встречается в Камеральном Описании Крыма… 1784 года, судя по которому, в последний период Крымского ханства Кыпчак входил в Насывский кадылык Карасубазарского каймаканства. После присоединения Крыма к России (8) 19 апреля 1783 года, (8) 19 февраля 1784 года, именным указом Екатерины II сенату, на территории бывшего Крымского Ханства была образована Таврическая область и деревня была приписана к Перекопскому уезду. После Павловских реформ, с 1796 по 1802 год, входила в Акмечетский уезд Новороссийской губернии. По новому административному делению, после создания 8 (20) октября 1802 года Таврической губернии, Кипчак был включён в состав Кокчора-Киятской волости Перекопского уезда.
По Ведомости о всех селениях в Перекопском уезде состоящих с показанием в которой волости сколько числом дворов и душ… от 21 октября 1805 года, в деревне Кипчак числилось 26 дворов и 140 жителей — крымских татар. На военно-топографической карте генерал-майора Мухина 1817 года обозначена деревня Ташлы-Кипчак (как Копчак) с 32 дворами. После реформы волостного деления 1829 года Кипчак, согласно «Ведомости о казённых волостях Таврической губернии 1829 года», остался в составе Кокчоракиятской волости. На карте 1836 года в деревне 15 дворов. Затем, видимо, в результате эмиграции крымских татар, деревня заметно опустела и на карте 1842 года Ташлы-Кипчак обозначен условным знаком «малая деревня», то есть, менее 5 дворов.
В 1860-х годах, после земской реформы Александра II, деревню включили в состав Айбарской волости. В «Списке населённых мест Таврической губернии по сведениям 1864 года», составленном по результатам VIII ревизии 1864 года, Ташлы-Кипчак — владельческая деревня с 2 дворами, 19 жителями, мечетью и фруктовым садом при безъименной балке. По обследованиям профессора А. Н. Козловского начала 1860-х годов, вода в колодцах деревни была пресная, а их глубина составляла 10—15 саженей (21—32 м). На трёхверстовой карте Шуберта 1865—1876 года деревня обозначена без указания числа дворов. Видимо, вследствие эмиграции татар, особенно массовой после Крымской войны 1853—1856 годов, в Турцию деревня опустела окончательно и в Памятных книжках 1889 и 1892 годов не значится. Возрождена, очевидно, крымскими немцами в 1890-х годах, поскольку вновь Ташлы-Кипчак Александровской волости, с 85 жителями в 8 дворах, принадлежащая известному крымскому землевладельцу Люстиху, встречается в «…Памятной книжке Таврической губернии на 1900 год». На 1914 год в селении действовала земская школа. По Статистическому справочнику Таврической губернии. Ч.II-я. Статистический очерк, выпуск пятый Перекопский уезд, 1915 год, в экономии Ташлы-Кипчак (Люстиха) Александровской волости Перекопского уезда числился 1 двор с русским населением в количестве 3 человек приписных жителей и 194 — «посторонних», из которых 93 мужчины и 104 женщины. Земли в экономии не числилось, в хозяйстве имелось 20 лошадей, 400 волов, 40 коров и 70 голов мелкого скота.
После установления в Крыму Советской власти и учреждения 18 октября 1921 года Крымской АССР, в составе Джанкойского уезда был образован Курманский район, в состав которого включили село. В 1922 году уезды получили название округов. 11 октября 1923 года, согласно постановлению ВЦИК, в административное деление Крымской АССР были внесены изменения, в результате которых был ликвидирован Курманский район и село включили в состав Джанкойского. В 1924 году открыта Крымская областная опытная станция полеводства во главе с профессором Николаем Клепининым (в честь которого впоследствии названо село). Согласно Списку населённых пунктов Крымской АССР по Всесоюзной переписи 17 декабря 1926 года, в селе Ташлы-Кипчак, Анновского сельсовета Джанкойского района, числилось 29 дворов, из них 24 крестьянских, население составляло 103 человека, из них 42 украинца, 35 русских, 8 татар, 6 эстонцев, 2 армянина, 10 записаны в графе «прочие». Постановлением Президиума КрымЦИКа «Об образовании новой административной территориальной сети Крымской АССР» от 26 января 1935 года был создан немецкий национальный (лишённый статуса национального постановлением Оргбюро ЦК КПСС от 20 февраля 1939 года) Тельманский район (с 14 декабря 1944 года — Красногвардейский) и Ташлы-Кипчак включили в его состав. По данным всесоюзной переписи населения 1939 года в селе проживало 543 человека. В годы войны в селе размещался госпиталь 51-й Армии.
После освобождения Крыма от фашистов, 12 августа 1944 года было принято постановление № ГОКО-6372с «О переселении колхозников в районы Крыма» по которому в район из областей Украины и России переселялись семьи колхозников, а в начале 1950-х годов последовала вторая волна переселенцев из различных областей Украины. С 25 июня 1946 года Ташлы-Кипчак в составе Крымской области РСФСР. Указом Президиума Верховного Совета РСФСР от 18 мая 1948 года, Ташлы-Кипчак переименовали в деревню Клепинина, статус села, видимо, был присвоен позже. 26 апреля 1954 года Крымская область была передана из состава РСФСР в состав УССР. Время включения в Александровский сельсовет пока не установлено: на 15 июня 1960 года село уже числилось в его составе. В период с 1968 года, когда село ещё числилось в Александровском совете по 1974 год создан Клепининский сельсовет. По данным переписи 1989 года в селе проживало 2100 человек. С 12 февраля 1991 года село в восстановленной Крымской АССР, 26 февраля 1992 года переименованной в Автономную Республику Крым. С 21 марта 2014 года в составе Крыма аннексировано Россией.